# پل خلیج فارس
پل خلیج فارس یک پل جاده‌ای-ریلی در حال ساخت که در حال حاضر روند ساخت آن به دلایل زیست‌محیطی متوقف شده به طول ۲٫۴ کیلومتر در تنگه خوران است، که جزیره قشم را به بندر پل در سرزمین اصلی ایران متصل می‌کند. مراسم کلنگ‌زنی این پروژه با حضور محمود احمدی‌نژاد، رئیس‌جمهور وقت، در ۲۳ اسفند ۱۳۸۹ برگزار شد. این پل جزیره قشم را از لافت به بندر پل در شهرستان بندر خمیر استان هرمزگان پیوند می‌دهد. هزینه ساخت این پل ۴۵۰ میلیون یورو برآورد شده است. قشم همچنین با این پل به کریدور اصلی ترانزیتی که بندر انزلی در دریای خزر را به بندرعباس در خلیج فارس و چابهار در دریای عمان متصل می‌کند، ارتباط می‌یابد.
انتظار می‌رفت این پروژه حداقل تا سال ۱۳۹۵ تکمیل شود اما تأخیرهای متعدد ناشی از اختلافات، نگرانی‌های حامیان محیط‌زیست و همچنین دنیاگیری کووید-۱۹، پروژه ساخت پل را با حدود ۱۵٪ پیشرفت، ناتمام گذاشته است. در بهمن ماه ۱۴۰۱ اعلام شد عملیات اجرایی پل پس از ۷ سال دوباره آغاز گردیده است. طبق گفته علیرضا زارع (مدیر پروژه)، حدود ۳۹۰ متر طول پل تا انتهای سال ۱۴۰۲ ساخته خواهد شد.

## تاریخچه
در سال ۱۳۶۱ دولت وقت تصمیم گرفت نخستین بندر آزاد تجاری ایران در جزیره قشم ایجاد شود که در اولین گام، تصمیم گرفته شد با ایجاد یک پل سنگی از ناحیه «لافت» که در میانه شمالی جزیره است و تا ساحل مقابل ۲ کیلومتر فاصله دارد، ارتباط زمینی بین قشم و سواحل جنوبی ایران برقرار شده و جزیره قشم به یک مرکز توریستی و تجاری بزرگ در دهانهٔ خلیج فارس و تنگه هرمز مبدل شود. در سال ۱۳۶۹ که جنگ به تازگی تمام شده بود، قشم، منطقهٔ آزاد تجاری و صنعتی اعلام شد و آرام آرام رو به توسعه گذاشت و در همان اوائل کار، بار دیگر زمزمه طرح احداث پل مطرح شد اما در حد حرف ماند. طرح ساخت پل خلیج فارس از هنگام دولت هاشمی رفسنجانی مطرح گردید و نهایتاً در سال ۱۳۸۸ طرح‌های مطالعاتی تکمیل و در هیئت دولت مطرح و ساخت آن شروع شد اما پیشنهاد احمدی‌نژاد برای احداث تونل طرح را مجدداً به تعویق انداخت. سرانجام مراسم کلنگ‌زنی این پروژه با حضور محمود احمدی‌نژاد در ۲۳ اسفند ۱۳۸۹ برگزار شد.

## اهمیت

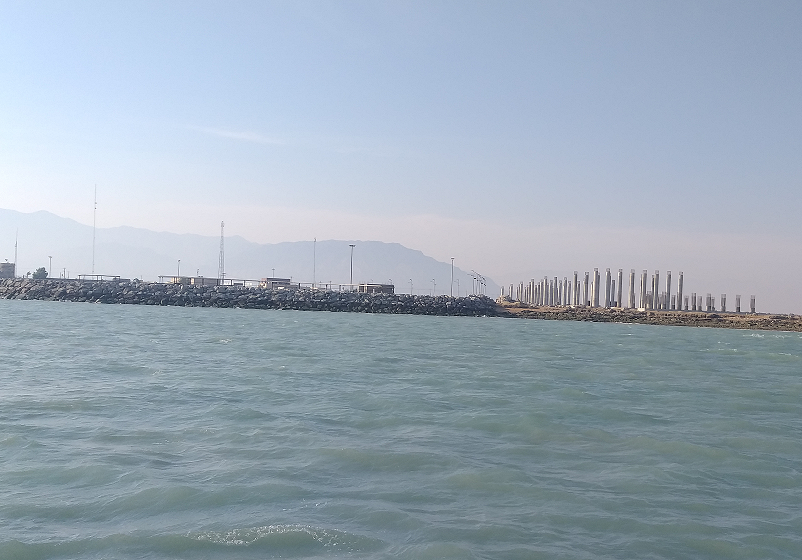
پایه‌های در حال ساخت پل در سمت بندر پل

این پروژه برای توسعه اقتصادی و صنعتی قشم، بزرگ‌ترین جزیره ایران، حیاتی است. از بخش ریلی پل برای انتقال ۷ میلیون تن سنگ آهن در سال برای تولید ۳٫۵ میلیون تن فولاد در جزیره استفاده خواهد شد. این امر به رونق گردشگری در این جزیره نیز از طریق افزایش ارتباطات و اشتغال کمک خواهد کرد. همچنین یکی از مسیرهای کریدور شمال به جنوب را کامل می‌کند.

## پیشنهاد تونل
پروژه پل مدتی به دستور محمود احمدی‌نژاد، رئیس‌جمهور سابق، که پیشنهاد ساخت تونل زیردریایی را به جای پل داده بود، متوقف شد. این پیشنهاد در نهایت به دلیل مشکلات عبور تونل از گسل‌ها و همچنین شکاف بزرگ موجود در بستر گذرگاه، هزینه حدود ۹ برابری تونل نسبت به پل، نبود فناوری پیشرفته، هزینه‌های نگه‌داری تونل و خطرات احتمالی رد شد. پروژه این پل در نهایت تأیید شد و ساخت آن در سال ۱۳۸۹ آغاز شد.